# Felix Santschi
Felix Santschi (1 de diciembre de 1872 – 20 de noviembre de 1940) fue un entomólogo suizo, quien descubrió que las hormigas utilizan el sol como compás y por describir aproximadamente 2000 taxones de hormigas.
Fue conocido por su trabajo pionero en las capacidades navegacionales de las hormigas. En un experimento,  investigó sus maneras de cosechar utilizando el cielo para navegar. Encontró que mientras incluso un trozo pequeño de cielo era visible, las hormigas podían regresar directamente al nido después de buscar comida. Y, cuando el cielo se cubría completamente, perdían su sentido de dirección y empezaban a moverse azarosamente. Unos setenta años más tarde se demostró que las hormigas se guían por la luz polarizada.

## Abreviatura (zoología)
La abreviatura Santschi  se emplea para indicar a Felix Santschi como autoridad en la descripción y taxonomía en zoología.